# A casa nostra (film 2017)
A casa nostra (Chez nous) è un film drammatico del 2017, coproduzione franco-belga, diretto da Lucas Belvaux.

## Trama
Pauline è un'infermiera a domicilio che vive con i figli, Tom e Lili, e il padre Jacques, operaio in pensione ed ex-militante del Partito Comunista Francese, in un paesino nel Passo di Calais, nel nord della Francia. Pauline appartiene a una famiglia operaia e deve preoccuparsi di sostenere l'intera famiglia col suo solo stipendio.
Pauline è molto amata dai suoi pazienti, grazie al suo carattere aperto e accudente. Il dottor Philippe Berthier, medico di destra che aveva assistito la madre di Pauline prima che morisse, avvicina la ragazza alle idee di un partito nazionalista guidato da Agnès Dorgelle, che propone proprio Pauline come candidata sindaco del suo Comune.
Pauline si ricongiunge con Stéphane Stankowiak, una sua vecchia fiamma dei tempi di scuola, che allena la squadra di calcio del figlio. Pauline ignora che Stéphane milita in un gruppo di picchiatori skinheads, dal quale lui prova gradualmente ad allontanarsi per non danneggiare la campagna elettorale della ragazza. Berthier invita Stéphane ad allontanarsi definitivamente da Pauline, minacciandolo di rendere nota la sua militanza eversiva e il suo passato da picchiatore a servizio del partito della Dorgelle.
Quando Pauline rivela al padre di candidarsi a sindaco con un partito di destra radicale, questi la caccia via, dicendo di non voler essere in alcun modo il padre di una fascista. Gli assistiti di Pauline si dividono: i più conservatori le promettono tutto il loro sostegno, mentre i più progressisti la allontanano. La stessa situazione si verifica tra gli amici dell'infermiera: la razzista Nathalie entra a far parte del suo staff, promuovendo anche un sito di fake news nei confronti dei profughi stabilitisi in Francia al fine di aumentare i consensi, mentre Nada, francese di nascita ma figlia di genitori slavi, le rinfaccia di essere solo la pedina di un branco di estremisti.
Temendo per l'incolumità di Pauline, Stéphane chiede ad alcuni suoi camerati di seguirla di nascosto per proteggerla da eventuali aggressioni. Tuttavia, la situazione degenera e gli skinheads arrivano a ferire gravemente un contestatore di Pauline con un'arma da fuoco. Quando la ragazza prova a soccorrere il ferito, viene scacciata in malo modo da tutti gli abitanti di un condominio popolare. Disperata per essere stata allontanata da padre, amici e pazienti, e insospettita dal graduale allontanamento fisico di Stéphane, Pauline visita Berthier, chiedendogli se lui c'entri qualcosa con tutto questo. Berthier rivela a Pauline i trascorsi violenti di Stéphane, chiedendo alla ragazza di scegliere tra la politica e
l'amore: Pauline sceglie di stare con Stéphane e di rinunciare alla candidatura, ritirandosi dalla corsa a sindaco, venendo prontamente sostituita da Nathalie.
Ricongiuntasi con Jacques, Pauline con i figli, il padre e Stéphane va allo stadio, divertendosi per tutta la durata della partita. Quando Stéphane presta per pochi secondi il telefono a Lili per vedere i selfie scattati durante la partita, la bambina mostra per errore alla madre delle foto scattate da Stéphane e dai suoi camerati in cui minacciano e maltrattano dei profughi. Inorridita dalle foto, Pauline si scaglia su Stéphane, picchiandolo rabbiosamente, fino a che Jacques e i bambini non riescono a interrompere la sua furia e a portarla a casa.

## Distribuzione
La première del film ha avuto luogo il 25 gennaio 2017 a Lione.
In Francia, la data di uscita del film è stata il 22 febbraio 2017, in Belgio il 15 marzo, e in Italia il 27 aprile dello stesso anno.

## Riconoscimenti
- 2018 - Premio Magritte

Migliore attrice a Émilie Dequenne
Candidato a miglior film
Candidato a miglior regista a Lucas Belvaux
Candidato a miglior sceneggiatura a Lucas Belvaux e Jérôme Leroy
Candidato a miglior attore non protagonista a Patrick Descamps
Candidato a migliore colonna sonora a Frédéric Vercheval
Candidato a miglior montaggio a Ludo Troch